# Garrucha
A garrucha (do castelhano garrucha), também conhecida no Brasil como perereca, é uma arma de fogo de cano curto, semelhante a uma pistola ou revólver. Sua principal característica é que possui apenas um tiro por cano, semelhante às espingardas de caça. O seu cano pode ser raiado ou não. Pode ser carregada pela boca (antecarga) ou utilizar cartuchos metálicos (retrocarga).

## Características
As garruchas não devem ser confundidas com toda e qualquer pistola de antecarga ou de tiro unitário. São armas produzidas a partir do final do século XIX, principalmente na Bélgica e Espanha, como alternativas mais baratas aos revólveres, e destinadas a comercialização em países subdesenvolvidos.
Em regra, eram fabricadas com materiais de qualidade inferior, razão pela qual empregavam cartuchos de baixa pressão carregados com pólvora negra, mesmo quando estes já haviam se tornados obsoletos para outras armas.
No Brasil, os calibres mais populares eram o .320 e o .380 de fogo central, similares ao .32 curto e .38 curto em aparência, porém com estojos cônicos. No caso do calibre .320, possui compatibilidade com as atuais munições calibre 765ne .32 AUTO. Também são encontradas nos calibres de fogo circular .22 Short, .22 Long, .22 Long Rifle, .32, 8mm e 9mm Flobert, além dos tipo "Lefaucheaux", entre outros. Geralmente, estas armas possuem dois canos.

## História
Surgiu por volta do século XV na Europa. Originalmente, era uma pistola ou revólver de tamanho compacto, caracterizado por seu cano curto e a presença de um ou dois canos. A garrucha foi utilizada ao longo dos séculos, passando por diversas adaptações e variações regionais. Foi muito utilizada durante o período de 1880 até 1960 graças a seu baixo custo e tamanho reduzido. É comumente associada aos gaúchos dos Pampas sul-americanos.

## Fabricantes brasileiros
Fabricantes brasileiros destas armas são:
- Castelo
- Rossi
- Lerap